# Plačlivé
Das Plačlivé oder Plačlivô (älter Plačlivý Roháč; polnisch Rohacz Płaczliwy) ist ein 2125 m n.m. hoher Berg am Hauptkamm der Westtatra, im geomorphologischen Teil Roháče. Er erhebt sich über den Tälern Jamnícka dolina im Südosten, Žiarska dolina im Südwesten und Smutná dolina im Talabschluss der Roháčska dolina im Norden und befindet sich zwischen den Nachbarbergen Tri kopy (2136 m n.m.) über den Sattel Smutné sedlo im Westen und Ostrý Roháč mit 2088 m n.m. im Nordosten.
Der Bergname bedeutet auf Deutsch etwa „der Weinende [Berg]“, in Anlehnung an die bei regnerischem Wetter durch Regenwolken bedeckten Bergflanken.
Der Berg ist durch einen rot markierten Wanderweg am Hauptkamm vom Sattel Smutné sedlo oder vom Berg Ostrý Roháč und Sattel Jamnícke sedlo zu erreichen. Es gibt auch einen gelb markierter Wanderweg vom Sattel Žiarske sedlo aus. Dank dem dichten Wanderwegnetz in der Nähe ist eine Vielzahl von Anlaufwegen möglich.